# Carepalxis lichensis
Carepalxis lichensis là một loài nhện trong họ Araneidae.
Loài này thuộc chi Carepalxis. Carepalxis lichensis được William Joseph Rainbow miêu tả năm 1916.